# Wingarteiba

Westfranken (Francia Occidentalis) und Ostfranken (Francia Orientalis) um das Jahr 1000

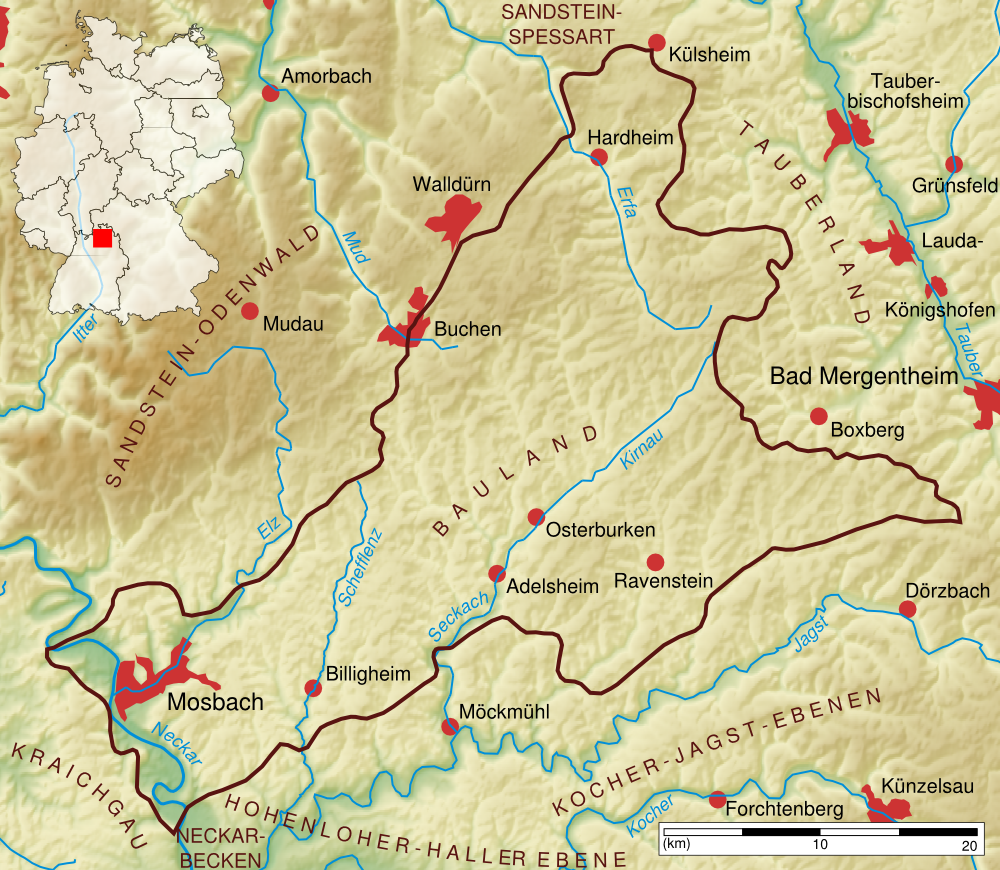
Karte, in deren mittlerem Bereich das frühere Wingarteiba lag

Wingarteiba, auch Wingartheiba oder später auch Wingartau, war ein ostfränkischer Gau.

## Geschichte
Der Gau Wingarteiba lag im Südwesten des späteren Herzogtums Ostfranken zwischen dem östlichen Odenwald und dem Unterlauf der Jagst im Norden des heutigen Baden-Württemberg. Er ist in zahlreichen Schenkungsurkunden des Lorscher Codex gegen Ende des 8. Jahrhunderts als Ergänzung zur Lage von Orten erwähnt. Daher lässt er sich relativ genau örtlich umschreiben. Er umfasste demnach unter anderem die heutigen Orte (im Uhrzeigersinn): Binau, Neckarburken, Dallau, Schefflenz, Großeicholzheim, Kleineicholzheim, Scheringen, Buchen (Odenwald), Walldürn, Hardheim, Oberwittstadt, Unterwittstadt, Bieringen (Schöntal) und Möckmühl. Im Westen reichte der Gau weiter bis einschließlich Amorbach und von dort südlich, etwa entlang der Mud bis zum Zent Mudau.
Wingarteiba grenzte im Westen an Westfranken, im Norden an den Waldsassengau, im Osten an den Taubergau und im Süden an den Jagstgau.
Der Gau deckt sich großenteils mit dem heutigen Neckar-Odenwald-Kreis und in etwa mit dem nicht genau abgegrenzten Landstrich, der umgangssprachlich auch als Badisch Sibirien bezeichnet wird. Im Gegensatz zu letzterem bezieht sich die Bezeichnung Wingarteiba („Land mit Weingärten“) offenbar auf wärmere Zeiten und zeugt von Weinbau.